# Toshihiro Hanada
Toshihiro Hanada (jap. 花田敏博 Hanada Toshihiro; ur. 7 sierpnia 1960 w prefekturze Aomori) – japoński skoczek narciarski i kombinator norweski. Najlepsze wyniki w Pucharze Świata w skokach osiągnął w sezonie 1979/1980, kiedy zajął 79. miejsce w klasyfikacji generalnej. Punktował tylko w jednym konkursie – 13 stycznia 1980 zajął 9. miejsce w konkursie w Sapporo.
Wystąpił w kombinacji norweskiej na igrzyskach olimpijskich w 1980 w Lake Placid, zajmując 27. miejsce na 31 startujących. 

## Puchar Świata w skokach narciarskich

### Miejsca w klasyfikacji generalnej
| Sezon     | Miejsce |
| --------- | ------- |
| 1979/1980 | 79.     |